# Брянский мушкетёрский полк
Не путать с Брянским 35-й пехотным полком.
Брянский мушкетёрский полк — пехотная воинская часть Русской императорской армии.

## История
В 1713 году для защиты границы от набегов татар по указу Петра I в Киевской губернии из 5 пехотных некомплектных полков и поселенцев Засечной стражи) бывшей «Белгородской черты» были созданы пять ландмилицких полков. В 1719 году полки были расформированы, но 12 декабря 1722 году ввиду предполагавшейся войны с Турцией появился указ Сената, в котором, в частности, говорилось, что по императорскому указу от 10 декабря 

прежние ландмилицкие полки в Киевской и в Азовской губерниях как наискорее собрать, а которые из оных куда взяты или померли, вместо оных, также и чего против прежняго наряда 1713 года в тех губерниях в указное число было не добрано, собрать тех губерний всех провинций из однодворцев, из копейщиков и рейтар, из драгун, из солдат и из стрельцов, из казаков и пушкарей и затинщиков и из прочих тому подобных чинов Киевской губернии в Севску, из Азовской губернии на Воронеж. И как то число людей во оных местах собрано будет, устроить их полками…— ПСЗ. T. VI. 1720-1722. — СПб., 1830. — С. 809. № 4131.
Вскоре были вновь сформированы ландмилицкие полки: подполковника А. Геника, майора Е. Карамзина, полковника Апостола Кигича, полковника А. Дунина и майора П. Аксакова, по полторы тысячи чинов в каждом. Первые два полка из них считались регулярными, остальные — иррегулярными. К 28 января 1725 года полки Геника и Аксакова сменили командиров на, соответственно, Львова и Иваненкова, а 11 ноября 1727 года полки были переименованы: полк Карамзина стал Севским, Львова — Орловским, Кигича — Курским, Иваненкова — Брянским, Дунина — Путивльским (с 1731 года в отличие от недавно сформированной Закамской ландмилиции, эта стала именоваться Украинской). Эти полки наряду с полевыми Ингерманландским, Азовским и Рижским драгунскими полками составили дивизию князя Семёна Фёдоровича Мещерского. Эта дивизия входила в Украинскую армию князя М. М. Голицына.
В 1731 году ландмилиция получила новую организацию и теперь должна была состоять из 20 полков: 16-ти конных и 4-х пеших, по 10 рот в каждом полку. Севский и Брянский полки стали конными. С 19 марта 1736 года ландмилицкие полки на юге России получили общее название «Украинский ландмилицкий корпус».
В конце 1763 года 20 конных полков Украинского корпуса были переформированы в десять пеших двухбатальонного состава и один конный полк. Брянский ландмилицкий полк с 15 декабря 1763 года стал пешим и именно эта дата считалась с тех пор официальной датой основания Брянского полка. Первым командиром преобразованного в пехотный Брянского ландмилицкого полка стал его последний командир кавалерийского периода полковник Георгий фон Голтеин (Фонголштеин). По штатам в пехотном ландмилицком полку при двенадцати ротах полагалось иметь по одному полковнику, подполковнику, премьер- и секунд-майору, полковому квартирмейстеру, комиссару, аудитору, двух адъютантов, по одному попу и лекарю, двух подлекарей, провиантмейстера, по двое обозных и больничных надзирателей, полкового писаря, четырех штабных писарей, а также писаря провиантского и писаря комиссарского, одного капельмейстера, 7 музыкантов и двух церковников, 4 профосов. При этом полковнику полагалось 6 денщиков, подполковнику — 4, премьер-майору — 3, секунд-майору и капитану — 2, поручику и подпоручику — 1. Чины ландмилицких полков получали жалование заметно меньшее, чем в полевых полках. С 12 декабря 1763 года нижним чинам Украинской ландмилиции была установлена новая форма. В пеших полках, к которым теперь принадлежал и Брянский, это были белые кафтаны и епанчи. Вооружение и амуничные вещи пешей ландмилиции полагались такие же, как полевым пехотным полкам. Офицерам пешей ландмилиции 27 июля 1764 года было установлено белое обмундирование и конское снаряжение того же образца, что и в пехотных полках. С 1764 по 1770 год в ландмилиции вводили наплечный погон или эполет с особенным для каждого полка цветом; в Брянском полку у нижних чинов погон был жёлтого, белого и черного цветов, у офицеров — жёлтого и черного. С 19 апреля 1764 года полкам Украинской дивизии, в том числе и Брянскому ландмилицкому, было предписано иметь красные знамёна с белыми наугольниками.
В 1763—1768 годах полк находился в Валуйках; 23 мая 1766 года командиром Брянского ландмилицкого полка был назначен бригадир Семён Михайлович Черневич (Черноевич), который был женат на дочери А. П. Кашкина Елизавете Аристарховне.
На 24 сентября 1768 года Брянский полк имел «кантонир-квартиру» (место постоянной дислокации) в местечке Городище Черкасского уезда Киевской губернии. С 22 сентября 1768 года командиром полка был полковник Иван Иванович Кохиус.
В 1769 году украинские ландмилицкие полки были переименованы в полки полевые и, таким образом, с 8 ноября эти полки, и среди них Брянский, уравнялись со старыми полевыми полками в составе и содержании и получили одинаковое с ними обмундирование: в императорской русской армии вместо Брянского ландмилицкого появился регулярный Брянский пехотный полк. С 20 февраля 1769 года полк располагался в Кременчуге.
Летом 1774 года полк принимал участие в боях против турецкого десанта вокруг Ялтинского поста. С 22 сентября 1775 года полком командовал полковник Фридрих Вильгельм фон Врангель; подполковником был Иосиф Хорват, премьер-майором с 9 марта 1772 года — Иван Мистров.
Павел I завёл новые порядки. Все полки русской армии, как при Петре III, были переименованы на прусский лад, то есть стали опять именоваться по фамилиям шефов или командиров полков. В 1798 году шефом Брянского пехотного полка был назначен князь Захар Дмитриевич Олсуфьев и Брянский полк был переименован в Мушкетерский Олсуфьева полк.
К концу XVIII века Брянский полк в своих рядах насчитывал почти две с половиной тысячи человек. В нем было десять рот — восемь мушкетёрских и две гренадёрских.
В 1810 году полк попал под военную реформу; 19 октября 1810 года последовал Высочайший Приказ о переименовании 14 мушкетерских полков в егерские, в результате чего Брянский мушкетёрский полк стал именоваться 39-м егерским полком.